# Assassinato da família Watts
O assassinato da família Watts ocorreu em Frederick, Colorado, durante as primeiras horas da manhã de 13 de agosto de 2018. Enquanto era interrogado pela polícia, Christopher Lee Watts (nascido em 16 de maio de 1985) admitiu ter assassinado sua esposa grávida Shanann Cathryn Watts (nascida Rzucek; 10 de janeiro de 1984) por estrangulamento. Mais tarde, ele admitiu ter matado suas filhas, Bella de quatro anos e Celeste de três anos, sufocando-as com um cobertor sobre suas cabeças. Em 6 de novembro de 2018, ele se confessou culpado de várias acusações de homicídio de primeiro grau como parte de um acordo judicial quando a pena de morte (que mais tarde foi abolida no Colorado em 2020) foi retirada da sentença. Ele foi condenado a cinco sentenças de prisão perpétua sem possibilidade de liberdade condicional, três a serem cumpridas consecutivamente e duas a serem cumpridas simultaneamente.

## Antecedentes
Christopher e Shanann eram nativos da Carolina do Norte, com Christopher vindo de Spring Lake e Shanann de Aberdeen. Eles se conheceram em 2010 e se casaram no condado de Mecklenburg em 3 de novembro de 2012, de acordo com registros online. Eles tiveram duas filhas: Bella Marie Watts (nascida em 17 de dezembro de 2013) e Celeste Cathryn "CeCe" Watts (nascida em 17 de julho de 2015). A família morava em uma casa de cinco quartos em Frederick, Colorado, que comprou em 2013. Os Watts entraram com um pedido conjunto de declaração de falência em 2015, o casal tinha cerca de US$ 448.000 em dívidas na época. Christopher foi contratado pela Anadarko Petroleum, enquanto Shanann trabalhava em casa vendendo um produto chamado Thrive para a empresa de marketing multinível Le-Vel. No momento de sua morte, ela estava grávida de 15 semanas de um filho que se chamaria Nico.

## Desaparecimento
Shanann voltou para casa de uma viagem de negócios ao Arizona por volta de 1h48min da manhã em 13 de agosto de 2018, depois de ser levada para casa pela amiga pessoal e colega de negócios Nickole Utoft Atkinson.[carece de fontes?] Christopher estava em casa com suas filhas. Mais tarde naquele dia, Shanann e as meninas foram dadas como desaparecidas por Atkinson, que ficou preocupada quando Shanann faltou a uma consulta de obstetrícia e não retornou suas mensagens de texto. Depois que Shanann perdeu uma reunião de negócios, Atkinson foi para a casa dos Watts por volta das 12h10. Quando a campainha e as batidas não foram atendidas, Atkinson notificou Christopher, que estava no trabalho, e ligou para o Departamento de Polícia de Frederick.[carece de fontes?] Um oficial chegou para fazer uma verificação do bem-estar por volta das 13h40. Durante a verificação do bem-estar, Christopher deu permissão ao policial para revistar a casa, onde o cachorro da família foi encontrado ileso, mas nenhum sinal de Shanann ou das meninas. Os policiais descobriram sua bolsa contendo seu telefone e as chaves. O carro dela, que ainda continha os assentos infantis, estava na garagem. A aliança de casamento de Shanann foi encontrada em sua cama.
O FBI e o Departamento de Investigação do Colorado juntaram-se à investigação no dia seguinte. Christopher inicialmente disse à polícia que não tinha ideia de onde Shanann e as meninas poderiam estar e não tinha visto sua esposa desde 5:15 da manhã do dia anterior, quando ele saiu para trabalhar. Deu entrevistas para as estações KMGH-TV e KUSA-TV de Denver fora de casa, implorando pelo retorno de sua esposa e filhas. Os investigadores com cães de busca puderam ser ouvidos na propriedade durante a entrevista.

## Procedimentos legais

### Prisão e acusações
Christopher foi preso em 15 de agosto de 2018. De acordo com a declaração de prisão e imagens de uma câmera de segurança na sala de entrevista, ele falhou em um teste de detector de mentiras e posteriormente confessou o assassinato de Shanann. Ele pediu para falar com seu pai antes de confessar. De acordo com o depoimento, ele estava tendo um caso e alegou que pediu a separação de Shanann. Durante a investigação, ele alegou que Shanann estrangulou as meninas em resposta ao seu pedido de separação e que ele a estrangulou em um acesso de raiva e transportou os corpos para um local remoto de armazenamento de petróleo de propriedade de seu empregador, a Anadarko Petroleum.
As autoridades encontraram os corpos da família Watts no local da Anadarko Petroleum em 16 de agosto. Christopher havia sido demitido pela empresa em 15 de agosto, dia de sua prisão. Os corpos das meninas foram encontrados escondidos em tanques de óleo, enquanto Shanann foi enterrado em uma cova rasa nas proximidades.
Em 21 de agosto, Christopher foi acusado de quatro acusações de assassinato em primeiro grau, incluindo uma acusação adicional por criança citada como "morte de uma criança que ainda não tinha completado 12 anos de idade e o réu estava em posição de confiança", interrupção ilegal de uma gravidez e três acusações de ocultação de cadáver. Ele teve sua fiança negada em sua primeira audiência no tribunal. Em uma audiência posterior, sua fiança foi fixada em US $ 5 milhões, com Watts sendo obrigado a pagar 15% para ser libertado. Em 1 de setembro, Watts postou $ 750.000 e foi libertado enquanto aguardava o processo legal.
O caso tem sido conectado na mídia ao crime de aniquilação familiar (familicídio). Muitos desses crimes ocorrem em agosto, antes do início das aulas, o que pode atrasar a detecção e investigação. De acordo com Candice DeLong, ex-analisadora perfil criminal do FBI, casos como o dos Watts são raros porque "aniquiladores de família geralmente cometem suicídio após os assassinatos", uma ação que Christopher afirmou ter considerado por culpa de suas ações.
Em uma entrevista ao talk show Dr. Phil, o advogado de Christopher afirmou que Christopher confessou ter matado Shanann após uma discussão sobre o divórcio. Durante o assassinato, Bella encontrou o casal. Christopher então disse a ela que Shanann estava doente. Ele carregou o corpo de Shanann e as meninas, sem seus assentos, no banco traseiro de seu caminhão de trabalho. Mais tarde, ele sufocou as meninas, uma após a outra, com um cobertor ali.

### Acordo de confissão e sentença
Christopher confessou-se culpado dos assassinatos em 6 de novembro. A pena de morte não foi proposta pelo procurador distrital a pedido da família de Shanann, que não desejava mais mortes. Eles apoiaram sua decisão de aceitar o acordo judicial. Em 19 de novembro, ele foi condenado a cinco sentenças de prisão perpétua – três consecutivas e duas concorrentes – sem possibilidade de liberdade condicional. Ele recebeu 48 anos adicionais pela interrupção ilegal da gravidez de Shanann e 36 anos por três acusações de ocultação de cadáver. Depois disso, ele teve sua fiança de US$5 milhões revogada e foi imediatamente devolvido à custódia.
Em 3 de dezembro de 2018, Christopher foi transferido para um local fora do estado devido a "questões de segurança". Em 5 de dezembro, chegou à Dodge Correctional Institution, uma prisão de segurança máxima em Waupun, Wisconsin, para continuar cumprindo sua prisão perpétua.[carece de fontes?]